# Favonigobius exquisitus
Favonigobius exquisitus és una espècie de peix de la família dels gòbids i de l'ordre dels perciformes.

## Morfologia
- Els mascles poden assolir 9 cm de longitud total.[3][4]

## Hàbitat
És un peix de clima subtropical i demersal.

## Distribució geogràfica
Es troba a Nova Gal·les del Sud (Austràlia).

## Observacions
És inofensiu per als humans.